# New Square
New Square är en ort (village) i Rockland County i delstaten New York. Vid 2020 års folkräkning hade New Square 9 679 invånare.